# Beni Haçane
Beni Haçane ou Bani Haçane (em árabe: بني حسن‎; romaniz.: Beni Hasan) é uma necrópole do Antigo Egito situada na margem direita do rio Nilo, cerca de 23 quilômetros ao norte de Minia, no Médio Egito, entre Assiute e Mênfis. Foi usada no Reino Médio durante as XI e XII dinastias (2125–1795 a.C.), apesar de haver tumbas da VI dinastia (2345–2181) do Reino Antigo. Há 39 tumbas de pedra, das quais várias pertencem aos nomarcas do nomo do Órix, que governaram em Hebenu. Pela qualidade e distância das falésias no oeste, foram construídas na margem direita. Há uma distribuição espacial na necrópole (há dois cemitérios, um superior e outro inferior) ligada aos diferentes níveis de recursos disponíveis ao falecido; as pessoas mais importantes foram enterradas perto do topo do penhasco.
Na necrópole inferior, há 888 tumbas de poço do Reino Médio, escavadas por John Garstang nos anos 1900; na sua maioria, partilham um desenho geral semelhante que incluía uma pequena câmara ou recesso ao pé do poço (voltado para o sul) para receber o caixão e depósitos fúnebres. Alguns túmulos das XI e XII dinastias estão decorados com pinturas murais de rituais funerários e cenas da vida quotidiana, como comerciantes do Oriente Próximo, cenas de batalhas e filas de lutadores; os túmulos na necrópole inferior, todos não decorados, tinham caixões pintados e modelos, formas e importantes corpos ligados às crenças funerárias do Reino Médio. No extremo sul do sítio, há um templo de pedra do Reino Novo, a Gruta de Ártemis.